# 天雹水库
天雹水库是中国广西壮族自治区南宁市境内的一座水库，位于郁江流域三瀑江上，建于1960年。水库正常库容为880万立方米，集雨面积为51平方千米，海拔为95.83米。为可利江源头。